# Harbil
Harbil (în arabă حربيل) este o comună din provincia Sétif, Algeria.
Populația comunei este de 3.675 de locuitori (2008).